# William Philo
William "Will" Philo (Islington, Gran Londres, Inglaterra, 17 de febrero de 1882–Albert, Somme, Francia, 7 de julio de 1916) fue un boxeador británico. Obtuvo una medalla de bronce en la categoría de peso medio durante los Juegos Olímpicos de Londres 1908. Fue parte del regimiento Royal Fusiliers y cayó en combate en la Primera Guerra Mundial.